# Монтеермосо
Монтеермосо (ісп. Montehermoso) — муніципалітет в Іспанії, входить у провінцію Касерес у складі автономного співтовариства Естремадура. Муніципалітет розташований у складі району (комарки) Вегас-дель-Алагон. Площа 96 км². Населення 5 710 чоловік (на 2007 рік).

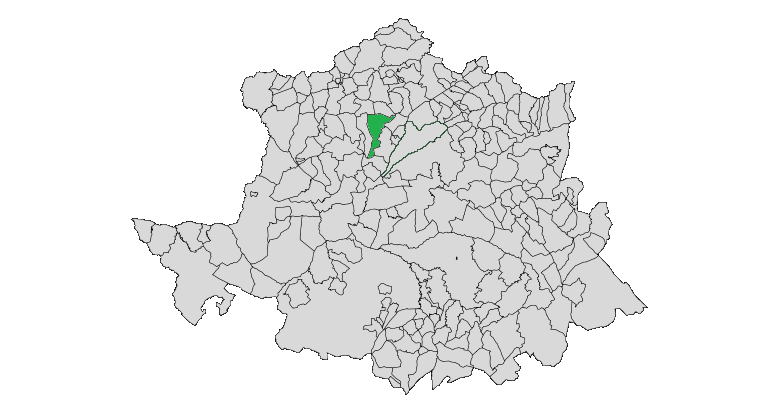
Монтеермосо на мапі провінції Касерес

| Іспанія | Це незавершена стаття з географії Іспанії. Ви можете допомогти проєкту, виправивши або дописавши її. |